# Seneca (Nebraska)
Seneca és una població dels Estats Units a l'estat de Nebraska. Segons el cens del 2000 tenia 51 habitants.

## Demografia
Segons el cens del 2000, Seneca tenia 51 habitants, 26 habitatges, i 17 famílies. La densitat de població era de 164,1 habitants per km².
Dels 26 habitatges en un 23,1% hi vivien nens de menys de 18 anys, en un 50% hi vivien parelles casades, en un 15,4% dones solteres, i en un 34,6% no eren unitats familiars. En el 34,6% dels habitatges hi vivien persones soles el 23,1% de les quals corresponia a persones de 65 anys o més que vivien soles. El nombre mitjà de persones vivint en cada habitatge era d'1,96 i el nombre mitjà de persones que vivien en cada família era de 2,47.
Per edats la població es repartia de la següent manera: un 19,6% tenia menys de 18 anys, un 2% entre 18 i 24, un 19,6% entre 25 i 44, un 35,3% de 45 a 60 i un 23,5% 65 anys o més.
L'edat mediana era de 48 anys. Per cada 100 dones de 18 o més anys hi havia 64 homes.
La renda mediana per habitatge era de 20.833 $ i la renda mediana per família de 21.667 $. Els homes tenien una renda mediana de 26.250 $ mentre que les dones 20.500 $. La renda per capita de la població era de 15.803 $. Aproximadament el 16,7% de les famílies i el 12,1% de la població estaven per davall del llindar de pobresa.

## Poblacions més properes
El següent diagrama mostra les poblacions més properes.